# P. Alexander Hulley
Percy Alexander Hulley (* 1941 in Salisbury, Südrhodesien), meist als P. Alexander Hulley zitiert, ist ein südafrikanischer Ichthyologe.

## Leben
Hulley ist der Sohn von Percy Hulley und Frances Duggan. Er wurde im Januar 1965 Mitarbeiter am Iziko South African Museum in Kapstadt. 1967 schloss er sein Masterstudium an der Universität Kapstadt mit der Arbeit Studies on the anatomy of some South African Mytilidae (Bivalvia) with notes on their ecology and distribution ab. 1971 wurde er an derselben Universität mit der Dissertation The origin, interrelationship and distribution of Southern African Rajidae (Chondrichthyes, Batoidei) zum Ph.D. promoviert. Zu Beginn seiner Karriere befasste sich Hulley schwerpunktmäßig mit der Rochenfamilie Rajidae und anderen Plattenkiemern, ab 1968 kamen Fische des Mittelwassers, der Bodenzone und der Tiefsee hinzu. Er studierte die Fischpopulationen des Mittelwassers in den südafrikanischen Gewässern, während er die Museumsexemplare jener Fische sortierte und identifizierte. 1973 erhielt er ein Postdoc-Stipendium der Alexander-von-Humboldt-Stiftung, mit dem er unter der Leitung von Gerhard Krefft am Institut für Seefischerei Hamburg (ISH) forschen konnte. Er widmete sich den Laternenfischen, die auf Fangexpitionen auf dem Fischereiforschungsschiff Walther Herwig im Atlantischen Ozean gesammelt wurde. Hulley nahm sowohl national als auch international an zahlreichen Forschungsfahrten teil. Diese Expeditionen führten ihn zum Vema Seamount (1966), in den Südlichen Ozean (1974, 1975, 1985), in die Sargassosee, entlang der südafrikanischen Ostküste (1975–1981), zum Mittelatlantischen Rücken (1982), zum Rockall-Trog (1983), nach Sankt Paul und Amsterdam (1986) und zur Cape Canyon Marine Protected Area westlich von Cape Columbine (1988).
1976 wurde Hulley Kurator für Fische in der Abteilung für Meeresbiologie des Iziko South African Museum. 1985 wurde er zum Assistenzdirektor und 1988 zum stellvertretenden Direktor des Museums ernannt.
Hulley war an den Arbeiten A report on the mesopelagic fishes collected during the deep-sea cruises of R. S. Africana II, 1961–1966 (1972), The Validity of Malacoraja Stehmann, 1970 (Chondrichthyes, Batoidei, Rajidae) and its Phylogenetic Significance (mit Matthias Stehmann, 1977), The South African Museum’s Meiring Naude Cruises Part 14. Family Myctophidae (Osteichthyes, Myctophiformes) (1984), A zoogeographic analysis of the fishes of the family Myctophidae (Osteichthyes, Myctophiformes) from the 1979 – Sargasso Sea Expedition of RV Anton Dohrn (mit Gerhard Krefft, 1985), Lanternfishes of the southern Benguela region. Part 1, Faunal complexity and distribution (1986), A taxonomic review of the lanternfish genus Triphoturus, Fraser-Brunner, 1949 (Myctophidae, Osteichthyes) (1986), Lanternfishes of the southern Benguela region, Part 3. The pseudoceanic-oceanic interface (1989) beteiligt, die alle in der Museumspublikation Annals of the South African Museum erschienen sind. 1992 schrieb er das Kapitel über die Laternenfische im Werk Encyclopedia of Fishes (deutsch: Enzyklopädie der Tierwelt: Fische) von John R. Paxton und William N. Eschmeyer. 2017 war er Koautor beim Werk Red List of Marine Bony Fishes of the Eastern Central Atlantic, 2020 beim Werk Identification guide to the mesopelagic fishes of the central and south east Atlantic Ocean und 2023 beim Werk Identification Guide to the Mesopelagic Fishes of the western Indian Ocean.
Hulley ist mit Jane Charlotte Roberts verheiratet. Aus dieser Ehe gingen zwei Söhne und eine Tochter hervor.

## Dedikationsnamen
Nach Hulley sind die Arten Antigonia hulleyi Parin & Borodulina, 2005, Argyripnus hulleyi Quéro, Spitz & Vayne, 2009, Cruriraja hulleyi Aschliman, Ebert & Compagno, 2010 und Eustomias hulleyi Gomon & Gibbs, 1985 benannt.

## Erstbeschreibungen von P. Alexander Hulley
- Astronesthes galapagensis Parin, Borodulina & Hulley, 1999
- Astronesthes illuminatus Parin, Borodulina & Hulley, 1999
- Euprotomicroides Hulley & Penrith, 1966
- Euprotomicroides zantedeschia Hulley & Penrith, 1966
- Gymnoscopelus hintonoides Hulley, 1981
- Gymnoscopelus microlampas Hulley, 1981
- Krefftichthys Hulley, 1981
- Lampanyctus vadulus Hulley, 1981
- Leucoraja wallacei (Hulley, 1970)
- Metelectrona herwigi Hulley, 1981
- Neoraja stehmanni (Hulley, 1972)
- Protomyctophum choriodon Hulley, 1981
- Protomyctophum gemmatum Hulley, 1981
- Protomyctophum luciferum Hulley, 1981
- Rajella dissimilis (Hulley, 1970)
- Rajella ravidula (Hulley, 1970)
- Rostroraja Hulley, 1972
- Schroederobatis Hulley, 1973
- Sinobatis Hulley, 1973
- Symbolophorus kreffti Hulley, 1981